# Augustinusga
Augustinusga (en frison : Stynsgea) est un village de la commune néerlandaise d'Achtkarspelen, dans la province de Frise.

## Géographie
Le village est situé dans l'est de la Frise, à 12 km au nord de Drachten. Il est traversé par le canal Princesse-Margriet.

## Histoire
La localité est mentionnée pour la première fois vers 1240 sous le nom de Parrochia Beati Augustini en référence à une église consacrée à saint Augustin.

## Démographie
Le 1er janvier 2018, le village comptait 1 230 habitants.